# NGC 5813
NGC 5813 је елиптична галаксија у сазвежђу Девица која се налази на NGC листи објеката дубоког неба.
Деклинација објекта је + 1° 42' 7" а ректасцензија 15h 1m 11,1s. Привидна величина (магнитуда) објекта NGC 5813 износи 10,5 а фотографска магнитуда 11,5. Налази се на удаљености од 30 милиона парсека од Сунца. NGC 5813 је још познат и под ознакама UGC 9655, MCG 0-38-16, CGCG 20-45, PGC 53643.